# Эйде, Эспен Барт
Эспен Барт Эйде (норв. Espen Barth Eide; род. 1 мая 1964, Осло, Норвегия) — норвежский политолог, политический и государственный деятель. Член Рабочей партии. Министр иностранных дел Норвегии с 16 октября 2023 года. В прошлом — министр климата и окружающей среды Норвегии (2021—2023), министр иностранных дел Норвегии (2012—2013), министр обороны Норвегии (2011—2012), депутат стортинга (2017—2021).

## Биография
Родился 1 мая 1964 года в Осло, столице Норвегии.
В 2000—2001 годах был государственным секретарём Министерства иностранных дел в однопартийном правительстве под руководством премьер-министра Йенса Столтенберга. С 17 октября 2005 года по 28 июня 2010 года был государственным секретарём Министерства обороны в коалиционном правительстве под руководством премьер-министра Йенса Столтенберга, с 28 июня 2010 года по 11 ноября 2011 года — государственным секретарём Министерства иностранных дел.
11 ноября 2011 года назначен министром обороны Норвегии в коалиционном правительстве под руководством премьер-министра Йенса Столтенберга. 21 сентября 2012 года назначен министром иностранных дел Норвегии. 16 октября 2013 года правительство ушло в отставку.
В 2014 году Генеральный секретарь ООН Пан Ги Мун назначил Эспена Барта Эйде своим специальным советником по Кипру. В его задачи входило содействие в переговорах по воссоединению страны.
По результатам парламентских выборов 2017 года избран в стортинг (парламент) Норвегии от округа Осло. Был членом Руководящего комитета фракции Рабочей партии, первым заместителем председателя Постоянного комитета по энергетике и окружающей среде, членом делегации в Парламентской ассамблее Совета Европы (ПАСЕ), в 2019—2020 годах — делегатом Генеральной Ассамблеи ООН. Переизбран на выборах 2021 года. После назначения в правительство, его замещает в стортинге Сири Столесен.
В 2017—2021 годах был членом правления Стокгольмского института исследования проблем мира (SIPRI).
14 октября 2021 года назначен министром климата и окружающей среды Норвегии в коалиционном правительстве под руководством премьер-министра Йонаса Гара Стёре. 16 октября 2023 года назначен министром иностранных дел, заменил уволенную из правительства Анникен Хюитфельдт.